# Axel Vilhelm Wachtmeister
Axel Vilhelm Wachtmeister af Johannishus, född 25 december 1702, död 19 augusti 1763, var en svensk greve och hovfunktionär.

## Biografi
Axel Vilhelm Wachtmeister af Johannishus föddes 1701. Han var son till greve Hans Wachtmeister af Johannishus och grevinnan Sofia Lovisa von Ascheberg. Wachtmeister blev 21 mars 1720 hovjunkare och 22 maj 1722 extra ordinarie kammarherre. Han blev i januari 1725 överjägmästare i Holstein och var senare hertig Karl Peter Ulrik av Holstein-Gottorp konferensråd och amtman i Rheinbach. Wachtmeister blev senare ordinarie kammarherre och utnämndes till riddare av Sanka Nanna orden andra klassen. Han avled 1763.

### Egendom
Han ägde Veimal med flera gårdar.

### Familj
Wachtmeister gifte sig första gången 28 oktober 1725 med friherrinnan Augusta Renata von Mengden (1709–1727), dotter till generalmajoren och lantrådet friherre Carl Fredrik von Mengden och friherrinnan Helena Renata Taube af Karlö.
Han gifte sig andra gången 5 augusti 1730 med riksgrevinnan Margareta Regina Fredrika von Bassewitz (1710–1789), dotter tillpremiärministern, reiksgreve Henning Fredrik von Bassewitz i  Hltein-Gottorp och Anna Maria von Clausenheim. De fick tillsammans barnen kanonikus Axel Vilhelm Wachtmeister (1732–1755) i Hamburg, Maria Sofia Wachtmeister (1734–1777) som var gift med den ryskte ambassadören greve Musjin-Pusjkin i England, översten Carl Fredrik August Wachtmeister (1735–1772) i Ryssland, Margareta Fredrika Wachtmeister (1738–1807), Lucia Sabina Wachtmeister (1742–1825) och överstekammarjunkaren Adam Bernhard Wachtmeister (1747–1813).